# Prêmio da Paz Albert Einstein
O Prêmio da Paz Albert Einstein em inglês:  Albert Einstein Peace Prize) é concedido anualmente pela Fundação Prêmio da Paz Albert Einstein, sediada em Chicago. É dotado com US$ 50 000.

## Recipientes
- 1980: Alva Reimer Myrdal
- 1981: George F. Kennan
- 1982: McGeorge Bundy, Robert McNamara e Gerard Coad Smith
- 1983: Joseph Bernardin
- 1984: Pierre Trudeau
- 1985: Willy Brandt
- 1986: Olof Palme
- 1988: Andrei Sakharov
- 1990: Mikhail Gorbachev
- 1992: Józef Rotblat e Hans Bethe